# Pentti Siimes

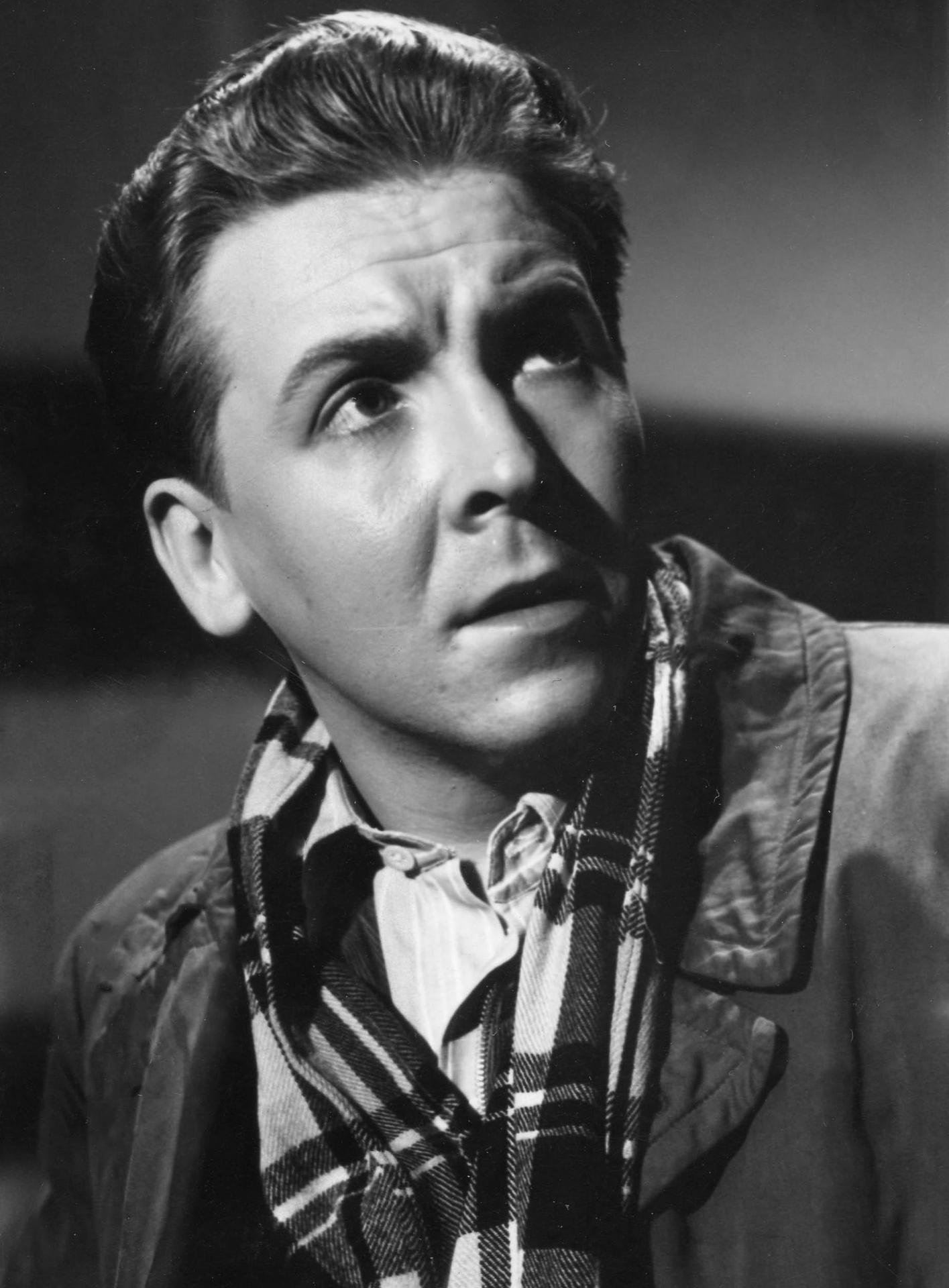
Pentti Siimes en 1959

Pentti Kalevi Siimes (Helsinki, Finlandia, 10 de septiembre de 1929-ibídem, 27 de octubre de 2016) fue un actor finlandés.

## Biografía
Sus padres fueron Paul Siimes y Hilja Keinänen, casados en 1922.
Graduado en la Academia de Teatro de la Universidad de las Artes de Helsinki en 1953, tuvo una significativa carrera teatral, siendo actor del Teatro Nacional de Finlandia desde 1953 hasta 1994. Uno de sus trabajos teatrales más destacados llegó con la obra Quartet, representada en el Helsingin kaupunginteatteri entre 2002 y 2007. En 2008 anunció su retiro de los escenarios.
Fue uno de los actores cinematográficos finlandeses más prolíficos de los años 1950. De entre sus papeles, uno de los más conocidos es el de Määttä en la cinta Tuntematon sotilas (1955). También fue muy conocido por su trabajo en varias películas de la serie dedicada al Comisario Palmu rodadas en los años 1960, protagonizando papeles diferentes en tres de ellas.
Muchas de sus actuaciones fueron en producciones humorísticas, como fue el caso del programa televisivo de Spede Pasanen Spede Show, del cual formó parte en los años 1970. En 1970 participó también en la serie Ilkamat, y en 1979 en el show Parempi myöhään..., que protagonizó junto con Ritva Valkama. Además, en la década de 1990 actuó en varias películas de la serie de Ere Kokkonen Vääpeli Körmy.
Trabajó también para la radio y la televisión, medio en el cual, tras dar fin a su trayectoria teatral, se ocupó en 2008 y 2009 en el programa Pisara. En 2008 actuó por última vez, en la película Thomas, trabajando junto con el actor Lasse Pöysti.
Por su trayectoria artística, en 1982 recibió la Medalla Pro Finlandia, así como el reconocimiento de la Fundación Cultural Finlandesa (Suomen Kulttuurirahasto) en 1988.
Estuvo casado con la actriz Elina Pohjanpää desde 1956 hasta la muerte de ella en 1996. Tuvieron tres hijas: Tarja, Hanna-Mari y Paula, siendo Tarja y Paula actrices también. Siimes falleció tras una larga enfermedad en octubre de 2016 en Helsinki. Fue enterrado junto a su esposa en el Cementerio de Hietaniemi, en Helsinki.

## Filmografía
- 1946 : Nuoruus sumussa
- 1951 : Rion yö
- 1951 : Radio tekee murron
- 1952 : Mitäs me taiteilijat
- 1952 : Komppanian neropatit
- 1952 : Suomalaistyttöjä Tukholmassa
- 1952 : Yö on pitkä
- 1953 : Varsovan laulu
- 1953 : Senni ja Savon sulttaani
- 1953 : Jälkeen syntiinlankeemuksen
- 1953 : Alaston malli karkuteillä
- 1954 : Taikayö
- 1954 : Herrojen Eeva
- 1954 : Kasarmin tytär
- 1954 : Mä oksalla ylimmällä
- 1955 : Rakkaus kahleissa
- 1955 : Tuntematon sotilas
- 1956 : Tyttö lähtee kasarmiin
- 1956 : Silja – nuorena nukkunut
- 1957 : Vihdoinkin hääyö...
- 1957 : Rakas varkaani
- 1957 : Pikku Ilona ja hänen karitsansa
- 1957 : Miriam
- 1957 : Herra sotaministeri
- 1958 : Verta käsissämme
- 1958 : Äidittömät
- 1958 : Autuas eversti
- 1959 : Suuri sävelparaati
- 1960 : Komisario Palmun erehdys
- 1961 : Miljoonavaillinki
- 1961 : Kaasua, komisario Palmu!
- 1962 : Tähdet kertovat, komisario Palmu
- 1965 : Lumilinna (serie TV)
- 1965 : Spede Show (serie TV)
- 1967 : Jatkoaika (serie TV)
- 1968 : Äl’ yli päästä perhanaa
- 1970 : Ilkamat (serie TV)
- 1973 : Meiltähän tämä käy
- 1974 : Viu-hah hah-taja
- 1979–1980 : Parempi myöhään (serie TV)
- 1981 : Uuno Turhapuron aviokriisi
- 1982 : Uuno Turhapuro menettää muistinsa
- 1982 : Robin Hood ja hänen iloiset vekkulinsa Sherwoodin pusikoissa (telefilm)
- 1982 : Hamsterit (telefilm)
- 1982 : Ollaan kuin kotonanne (serie TV)
- 1984 : Niilin lähteillä (serie TV)
- 1986 : Intohimonäytelmä (telefilm)
- 1986 : Liian iso keikka
- 1987–1988 : Kissa vieköön (serie TV)
- 1990 : Vääpeli Körmy ja marsalkan sauva
- 1991 : Vääpeli Körmy ja vetenalaiset vehkeet
- 1992 : Vääpeli Körmy ja etelän hetelmät
- 1994 : Vääpeli Körmy – taisteluni
- 1994 : Kaikki pelissä
- 1995 : Suloinen myrkynkeittäjä (serie TV)
- 1997 : Tähtilampun alla (serie TV)
- 1999 : Pikkusisar
- 2004 : Uuno Turhapuro – This Is My Life
- 2006 : Riisuttu mies
- 2006 : Tää ei jää tähän (serie TV)
- 2008 : Thomas

## Actor de voz
- 1990 : Patoaventuras La Película: El Tesoro de la Lámpara Perdida
- 1994–1996 : Oscar's Orchestra
- 2003 : La profecía de las ranas